# Хари Зеслер
Хари Зеслер (на иврит: הרי זסלר) е българо-израелски общественик и бизнесмен.
Роден е на 9 юни 1929 година в София в еврейско семейство. По време Втората световна война семейството му е интернирано във Фердинанд, където се включва в движението на ревизионисткия ционизъм. След Деветосептемврийския преврат от 1944 година новият комунистически режим не му позволява да следва медицина и през 1949 година той емигрира в Израел, където служи в армията като военен медик. От 1958 година работи за компанията „Дагон“ в Хайфа и става един от най-близките сътрудници на нейния основател Рьовен Хехт, като ръководи някои от неговите благотворителни начинания и след смъртта му. Оглавява Асоциацията на българските евреи в Северен Израел, избиран е за вицепрезидент на международната организация „Бней Брит“.
През 2021 година е награден от българския президент Румен Радев с орден „Стара планина“ I степен за заслуги за двустранните отношения между България и Израел.
Хари Зеслер умира на 28 март 2024 година в Хайфа.